# Selección de fútbol sub-20 de Nigeria
La selección de fútbol sub-20 de Nigeria es el equipo que representa al país en la Copa Mundial de Fútbol Sub-20 y en el Campeonato Juvenil Africano; y es controlada por la Federación Nigeriana de Fútbol.

## Palmarés
- Campeonato Juvenil Africano: 7

1983, 1985, 1987, 1989, 2005, 2011, 2015

## Estadísticas

### Mundial Sub-20
| Año   | Resultado        | J            | G            | E            | P            | GF           | GC           |
| ----- | ---------------- | ------------ | ------------ | ------------ | ------------ | ------------ | ------------ |
| 1977  | No participó     | No participó | No participó | No participó | No participó | No participó | No participó |
| 1979  | No participó     | No participó | No participó | No participó | No participó | No participó | No participó |
| 1981  | No participó     | No participó | No participó | No participó | No participó | No participó | No participó |
| 1983  | Fase de grupos   | 3            | 1            | 1            | 1            | 1            | 3            |
| 1985  | Tercer lugar     | 6            | 3            | 1            | 2            | 8            | 7            |
| 1987  | Fase de grupos   | 3            | 0            | 1            | 2            | 2            | 8            |
| 1989  | Subcampeón       | 6            | 2            | 2            | 2            | 9            | 10           |
| 1991  | No clasificó     | No clasificó | No clasificó | No clasificó | No clasificó | No clasificó | No clasificó |
| 1993  | No clasificó     | No clasificó | No clasificó | No clasificó | No clasificó | No clasificó | No clasificó |
| 1995  | No clasificó     | No clasificó | No clasificó | No clasificó | No clasificó | No clasificó | No clasificó |
| 1997  | No clasificó     | No clasificó | No clasificó | No clasificó | No clasificó | No clasificó | No clasificó |
| 1999  | Cuartos de final | 5            | 1            | 2            | 2            | 6            | 7            |
| 2001  | No clasificó     | No clasificó | No clasificó | No clasificó | No clasificó | No clasificó | No clasificó |
| 2003  | No clasificó     | No clasificó | No clasificó | No clasificó | No clasificó | No clasificó | No clasificó |
| 2005  | Subcampeón       | 7            | 3            | 2            | 2            | 10           | 5            |
| 2007  | Cuartos de final | 5            | 3            | 1            | 1            | 5            | 5            |
| 2009  | Octavos de final | 4            | 1            | 0            | 3            | 7            | 6            |
| 2011  | Cuartos de final | 5            | 4            | 0            | 1            | 15           | 5            |
| 2013  | Octavos de final | 4            | 2            | 0            | 2            | 7            | 5            |
| 2015  | Octavos de final | 4            | 2            | 0            | 2            | 8            | 5            |
| 2017  | No clasificó     | No clasificó | No clasificó | No clasificó | No clasificó | No clasificó | No clasificó |
| 2019  | Octavos de final | 4            | 1            | 1            | 2            | 6            | 5            |
| 2023  | Cuartos de final | 5            | 3            | 0            | 2            | 6            | 4            |
| 2025  | Clasificado      | Clasificado  | Clasificado  | Clasificado  | Clasificado  | Clasificado  | Clasificado  |
| Total | 13/23            | 61           | 26           | 11           | 24           | 90           | 75           |

### Campeonato Juvenil Africano
| Año   | Resultado      | J            | G            | E            | P            | GF           | GC           |
| ----- | -------------- | ------------ | ------------ | ------------ | ------------ | ------------ | ------------ |
| 1979  | Cuarto lugar   | 4            | 1            | 2            | 1            | 4            | 3            |
| 1981  | Cuarto lugar   | 4            | 1            | 0            | 3            | 7            | 8            |
| 1983  | Campeón        | 8            | 5            | 1            | 2            | 13           | 7            |
| 1985  | Campeón        | 8            | 4            | 2            | 2            | 14           | 8            |
| 1987  | Campeón        | 8            | 5            | 3            | 0            | 16           | 6            |
| 1989  | Campeón        | 8            | 6            | 1            | 1            | 16           | 5            |
| 1991  | No clasificó   | No clasificó | No clasificó | No clasificó | No clasificó | No clasificó | No clasificó |
| 1993  | Fase de grupos | 3            | 1            | 0            | 2            | 2            | 2            |
| 1995  | Tercer lugar   | 5            | 3            | 1            | 1            | 8            | 6            |
| 1997  | No clasificó   | No clasificó | No clasificó | No clasificó | No clasificó | No clasificó | No clasificó |
| 1999  | Subcampeón     | 5            | 3            | 1            | 1            | 11           | 5            |
| 2001  | Fase de grupos | 3            | 0            | 1            | 2            | 1            | 6            |
| 2003  | No clasificó   | No clasificó | No clasificó | No clasificó | No clasificó | No clasificó | No clasificó |
| 2005  | Campeón        | 5            | 4            | 1            | 0            | 11           | 3            |
| 2007  | Subcampeón     | 5            | 2            | 1            | 2            | 6            | 6            |
| 2009  | Tercer lugar   | 5            | 3            | 0            | 2            | 8            | 5            |
| 2011  | Campeón        | 5            | 4            | 0            | 1            | 9            | 4            |
| 2013  | Tercer lugar   | 5            | 3            | 0            | 2            | 6            | 5            |
| 2015  | Campeón        | 5            | 4            | 1            | 0            | 12           | 4            |
| 2017  | No clasificó   | No clasificó | No clasificó | No clasificó | No clasificó | No clasificó | No clasificó |
| 2019  | Cuarto lugar   | 5            | 2            | 3            | 0            | 4            | 1            |
| 2021  | No clasificó   | No clasificó | No clasificó | No clasificó | No clasificó | No clasificó | No clasificó |
| 2023  | Tercer lugar   | 6            | 4            | 0            | 2            | 8            | 2            |
| 2025  | Disputándose   | Disputándose | Disputándose | Disputándose | Disputándose | Disputándose | Disputándose |
| Total | 18/23          | 97           | 56           | 14           | 27           | 151          | 90           |